# Devaki Jain

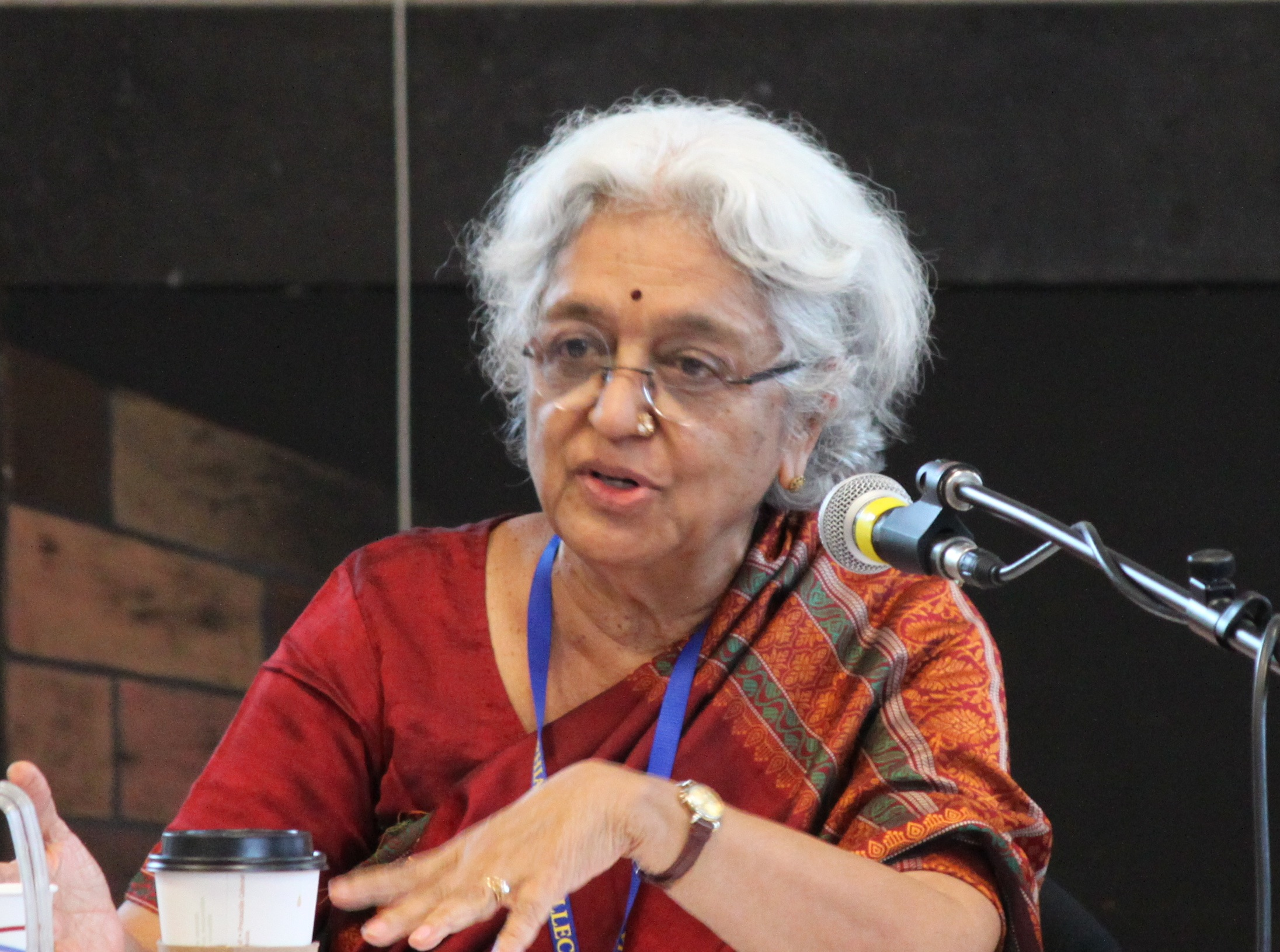
Devaki Jain im Juni 2011

Devaki Jain (* 1933 in Mysuru, Karnataka) ist eine indische Wirtschaftswissenschaftlerin und Autorin, die insbesondere zu feministischen Themen publiziert.

## Leben und Werdegang
Jain ist die Tochter des Ministers M. A. Sreenivasan. Ihre Herkunft ermöglichte ihr die Bekanntschaft mit Vinoba Bhave, der ihre frühen Arbeiten beeinflusste. Ihre lebenslangen Freundschaften mit Gloria Steinem und Iris Murdoch sowie die Ehe mit Lakshmi Chand Jain haben ihren Werdegang beeinflusst. Aus der Ehe gingen zwei Kinder hervor, darunter der Journalist Sreenivasan Jain.
Jain studierte bis 1953 insbesondere Mathematik und Englische Sprache an der University of Mysore, ehe sie ihr Studium im Vereinigten Königreich fortsetzte. Dort war sie bis 1962 am St Anne’s College der University of Oxford und graduierte in Philosophy, Politics and Economics. Anschließend kehrte sie nach Indien zurück und lehrte in der Folge an der University of Delhi.
1966 gehörte Jain zu den Mitbegründerinnen des Institute of Social Studies Trust, das sie bis 1994 als Direktorin leitete. Im gleichen Jahr veröffentlichte Jain mit Women in India ihr erstes Buch, in dem sie sich im Auftrag der indischen Regierung mit frauenspezifischen Themen der indischen Bevölkerung auseinandersetzte. Es folgten weitere Bücher, die sich mit verschiedenen Teilaspekten wie Beschäftigung und Arbeitslosigkeit von Frauen, der Haushaltsarbeit, aber auch der Partizipation in der Öffentlichkeit beschäftigten. Sie gehörte bei verschiedenen Berichten des Entwicklungsprogramms der Vereinten Nationen zum jeweiligen Beraterkreis. Sie war an verschiedenen staatlichen Planungsgruppen Indiens beteiligt, beispielsweise am State Planning Board of Karnataka. Jain ist Gründungsmitglied der internationalen Vereinigung Development Alternatives with Women for a New Era (DAWN), ein Netzwerk von Wissenschaftlern und Aktivisten aus dem globalen Süden, ferner wirkte sie in der South Commission unter damaliger Leitung von Julius Nyerere und sie ist Mitglied der International Association for Feminist Economics.

## Schriften
- Women’s quest for power: Five Indian case studies. Devaki Jain, Nalini Sing, Malini Chand (Autoren), Vikas, Sahibabad 1980, englisch, ISBN 978-0-7069-1021-6
- Tyranny of the Household: Investigative Essays on Women’s Work. (= Schriftenreihe Women in Poverty). Devaki Jain (Herausgeber), Nirmala Banerjee (Autorin), Shakti Books, New Delhi 1985, ISBN 978-0-7069-2785-6
- Women, Development, and the UN: A Sixty-Year Quest for Equality and Justice. Devaki Jain (Autorin), Indiana University Press, Bloomington (IN) 2005, englisch, ISBN 978-0-2532-1819-3
- The Journey of a Southern Feminist. Devaki Jain (Autorin), SAGE Yoda Press, Los Angeles / London / New Delhi 2018, englisch, ISBN 978-9-3528-0621-8
- Close Encounters of Another Kind: Women and Development Economics. Devaki Jain (Autorin), SAGE Yoda Press, New Delhi 2018, englisch, ISBN 978-9-3528-0771-0
- The Brass Notebook: A Memoir of Feminism and Freedom. Devaki Jain (Autorin), The New Press, New York / London 2023, englisch, ISBN 978-1-6209-7794-1

## Auszeichnungen
- 2006: Padma Bhushan
- Ehrendoktor der Universität von Durban-Westville, Südafrika[1]